# Заговор кинжалов
Заговор кинжалов (фр. Conspiration des poignards) или Оперный заговор (фр. Complot de l’Opéra) — предполагаемое покушение на Наполеона Бонапарта. Состав заговорщиков точно не установлен. В то время власти представили произошедшее как покушение на Наполеона на выходе из парижской оперы 18 вендемьера IX года (10 октября 1800 года), которое было предотвращено полицией под руководством Жозефа Фуше. Однако почти сразу же эта версия была поставлена под сомнение.
В своих «Мемуарах» Фуше утверждал, что ближе к середине сентября 1800 года возник заговор с целью убийства Наполеона в оперном театре. Некто Аррель, бывший капитан 45-й полубригады, один из сообщников, сотрудничал с военным комиссаром Лефевром, чтобы донести сведения до Луи Антуана Фовеле де Бурьенна, секретаря Наполеона. Указывалось, что заговорщиками были Джузеппе Черакки, Жозеф Диана, Жозеф Антуан Арена (брат корсиканского депутата, выступившего против Наполеона); художник и фанатик-патриот Франсуа Топино-Лебрён и Доминик Демервилль, бывший клерк Комитета общественного спасения, тесно связанный с Бертраном Барером. Аррелю поручили организовать ловушку для заговорщиков — четверых вооруженных мужчин, выбранных для убийства Наполеона вечером 10 октября, после оперы Сальери Горации. В день предполагаемого нападения сотрудники полиции задержали Диану, Черакки и двух их сообщников. Все остальные скрылись и были задержаны на своих квартирах.
Современные историки считают этот эпизод манипуляцией со стороны полиции, которая стала возможна благодаря провокатору Аррелю, проникшему в группу. После покушения на улице Сен-Никез участники «Заговора кинжалов», названного якобинским заговором, предстали перед уголовным судом Сены. 19 нивоза IX года (9 января 1801 года), в одиннадцать часов вечера, после трёхдневных дебатов, четверо из них были приговорены к смертной казни, которая была совершена 30 января после отклонения апелляции.

## Заговорщики
Участниками заговора были:
- Жозеф Антуан Арена[фр.], брат Бартелеми Арены[фр.], которого подозревали в том, что он хотел ударить ножом Бонапарта во время государственного переворота 18 брюмера;
- Доминик Демервилль[фр.], бывший секретарь Барера;
- Джузеппе Черакки[фр.], римский скульптор, один из основателей Римской республики в 1798 году;
- Франсуа Топино-Лебрён[фр.], художник, бывший ученик Жака Луи Давида и член жюри Революционного трибунала;
- Жозеф Диана, 28 лет, также римский повстанец, нотариус; освобождён;
- Арман Дайтеги, 67 лет, скульптор; освобождён;
- Денис Лавин, 66 лет, трейдер;
- Мадлен Фьюми, 38 лет, повар или любовница Демервилля[6][7]; освобождёна.